# 차기 우크라이나 총선
차기 우크라이나 총선은 우크라이나 선거법에 따라 조기선거가 실시되지 않을 경우 의회 임기 5년차 10월 마지막 일요일에 열리기로 예정된 선거이다. 그 전 선거인 2019년 우크라이나 총선은 2019년 7월 21일에 열렸다. 2022년 러시아의 우크라이나 침공으로 우크라이나 전역에 계엄령이 발효되면서 계엄법에 따라 총선이 무기한 연기되었다. 2023년 8월 17일에는 계엄령이 90일 더 연장되면서 2023년 11월 15일로 늘어났고, 이에 따라 2023년 10월 29일 예정된 선거가 이루어지지 않게 되었다.

## 배경
직전 선거인 2019년 우크라이나 총선은 우크라이나 헌법에 규정된 10월 말 이전인 7월에 열린 일종의 조기선거이다. 2019년 총선으로 선출된 의원의 첫 회기는 2019년 8월 29일에 열렸다. 우크라이나 헌법 제77조에 따르면 정기 총선은 의회 회기 5년차 10월 마지막 일요일에 열린다. 즉 정상적인 경우 다음 총선은 2023년 10월 29일 열릴 예정이다.
우크라이나 계엄령법에 따르면 계엄령 발효 기간에는 선거를 실시할 수 없도록 규정하고 있다. 이 조항은 2015년 채택된 계엄령법 제19조에 명시되어 있으며, 같은 조항이 2000년 제정된 이전의 계엄령법 제19조에도 동일하게 명시되어 있다. 2022년 2월 24일부터는 러시아의 우크라이나 침공으로 우크라이나 전역에 계엄령이 발효되었다. 우크라이나 헌법 제83조에 따르면 계엄령이 발효되는 도중 의원 임기가 끝나면 계엄령 해제 후 선출되는 다음 의원의 첫 회기 전까지 자동으로 기존 의원의 임기가 연장된다.
2021년에는 우크라이나의 대통령인 볼로디미르 젤렌스키가 2021년 중에 조기선거를 요구할 것이라는 소문도 있었고 그와 동시에 의회의 임기를 2024년 예정된 차기 우크라이나 대통령 선거와 "충돌"시키는 조항을 사용한다는 루머도 돌았다.

## 선거제
2020년 1월 1일 우크라이나의 최신 선거법 개정안이 발효되었다. 이 선거법에 따르면 모든 의원은 전국단일선거구에서 정당명부에 따른 비례대표제로 뽑히며, 각 의원 후보의 공개지역비례명부제로 봉쇄조항은 5%이다. 새 선거법에서는 2012년 총선부터 사용되었던 의석 절반의 소선거구제 지역구 투표는 폐지된다.
2020년 4월 4일 의회는 국회의원 수를 450명에서 300명으로 감축하는 대통령 발의 법안을 236명의 찬성표로 통과시켰다. 이를 반영하러면 개헌이 필요하며 개헌 통과를 위해서는 최소 300명의 찬성표가 필요하다.

## 같이 보기
- 차기 우크라이나 대통령 선거
- 2019년 우크라이나 총선